# Adam Sandler
Pour les articles homonymes, voir Sandler.
Adam Sandler est un acteur, humoriste, chanteur, scénariste, producteur et musicien américain, né le 9 septembre 1966 à New York. Ayant tenu de nombreux premiers rôles au cinéma, il a été nommé trois fois aux Grammy Awards, cinq aux Primetime Emmy Awards, une fois aux Golden Globes, et une fois aux Screen Actors Guild Awards. En 2023, il remporte le prix Mark-Twain de l'humour américain.
Sandler est membre du Saturday Night Live de 1990 à 1995. Il retourne dans l'émission en tant qu'animateur en 2019, remportant une nomination au Primetime Emmy Award du meilleur acteur invité dans une série télévisée comique. Les films auxquels il a participé ont généré plus de 2 milliards $ de recettes dans le monde,. Sa fortune personnelle est estimée à 420 millions $ en 2020 et il signe la même année un nouveau contrat de quatre films avec Netflix d'une valeur de plus de 250 millions $.
Sa filmographie comique inclut Billy Madison (1995), Happy Gilmore (1996), Waterboy (1998), Wedding Singer : Demain, on se marie ! (1998), Big Daddy (1999), Les Aventures de Mister Deeds (2002), Amour et Amnésie (2004), Mi-temps au mitard (2005), Click : Télécommandez votre vie (2006), Copains pour toujours (2010), Le Mytho (2011), Copains pour toujours 2 (2013), Famille recomposée (2014), Murder Mystery (2019) et Hubie Halloween (2020). Il a également été salué pour ses rôles dramatiques dans Punch-Drunk Love (2002), The Meyerowitz Stories (2017), Uncut Gems (2019), et Le Haut du panier (2022),.  Il a aussi doublé Dracula dans les trois premiers films de la franchise Hôtel Transylvanie (2012-2018).

## Biographie

### Jeunesse et formation
Né dans une famille juive du quartier de Brooklyn à New York, Adam Richard Sandler est le fils de Judy (née Levine), enseignante d'école maternelle, et de Stanley Sandler, ingénieur électricien (1935-2003).
À cinq ans, sa famille déménage à Manchester, dans le New Hampshire, où il est scolarisé au Central High School. Dans son adolescence, il était membre de la BBYO, un mouvement de type scout pour des étudiants adolescents. Il se découvre être un comique naturel et nourrit son talent pendant sa scolarité à l'Université de New York, en effectuant régulièrement des numéros dans les clubs ou café-théâtre et sur les campus. Il obtient un diplôme en beaux-arts en 1988.
Plus tard dans sa carrière, il fait souvent appel à ses souvenirs les plus anciens pour ses sketches et ses films. Ainsi, la chanson Lunchlady Land est dédiée à Emalee, dame qui a cuisiné et servi au Hayden Dining Hall à l'Université de New York. Autre exemple : dans la comédie Click, Sandler va au lac Winnipesaukee, le plus grand lac du New Hampshire, où il est allé en camp d'été.

### Débuts d'acteur et révélation parSaturday Night Live(1987-1995)
C'est en 1987 qu'il fait ses débuts à la télévision en écrivant et en jouant des rôles variés dans le jeu télévisé Remote Control (en), diffusé sur MTV, avant d'obtenir en 1988 un petit rôle – celui de Smitty, l'ami de Theo Huxtable – dans la série Cosby Show, qu'il tient durant quatre épisodes (Smitty – Saison 4 – épisodes : 11, 12, 16, 23).
En 1989, il tourne son premier film à petit budget (200 000 dollars) tourné sur un bateau de croisière allant de La Nouvelle-Orléans à Cancún pour un concours de Miss Univers, Going Overboard, pour lequel il incarne le rôle principal et participe à l'écriture du scénario, qui passe carrément inaperçu. Il continue à écumer les scènes de stand-up.
Découvert dans un club de comédie par Dennis Miller, Sandler monte à Los Angeles et s'est fait recommander par Miller à Lorne Michaels, producteur de l'émission humoristique Saturday Night Live, diffusé sur NBC. Engagé comme scénariste du Saturday Night Live en 1990, il devient aussi à partir de février 1991 – après quelques apparitions – membre du casting du show devenant la vedette aux côtés de Mike Myers, Chris Rock et Rob Schneider.
Avec ce dernier, il élabore des chansons humoristiques comme The Chanukah Song (en), qui obtient un succès. Il est nommé trois années consécutives aux Emmy Awards dans la catégorie Meilleure équipe de scénaristes dans une émission musicale ou de variétés. En 1995, il annonce au Tonight Show que lui et Chris Farley ont été virés du Saturday Night Live.
Entre-temps, il s'est imposé comme une star de l'humour. Il publie trois albums studio sous le label Warner Music Group, They're All Gonna Laugh At You (1994), What The Hell Happened To Me !, qui contient la version de The Chanukah Song et What's Your Name? (en) (1995), qui se soldent par des succès commerciaux et une nomination au Grammy Awards pour They're All Gonna Laugh At You dans la catégorie meilleur album de comédie.

### Succès commercial au cinéma (1995-1999)
Côté cinéma, après Going Overboard et quelques apparitions au cinéma mal reçues par la critique (Shakes the Clown, Coneheads et Mixed Nuts, remake du Père Noël est une ordure), il obtient son premier rôle principal avec la comédie Radio Rebels, en 1994, partageant la vedette avec Steve Buscemi et Brendan Fraser. Bien que n'ayant pas obtenu de succès public et critique, il obtient le statut de film culte de la part des fans de rock et de metal.
C'est en février 1995 qu'il connaît son premier gros succès commercial au cinéma, avec Billy Madison, dont il est aussi le co-scénariste. Il interprète le rôle-titre du film histoire d'un benêt qui retourne à l'école pour hériter l'empire de son père. Le long-métrage fonctionne modérément en salle, mais obtient un succès dans le marché de la vidéo et une nomination aux MTV Movie Awards dans la catégorie meilleure performance comique. Il est viré de SNL dans le mois suivants. Un autre succès se profile.
En février 1996 Sandler obtient son premier succès critique et public avec Happy Gilmore, pour lequel il écrit le scénario. Rapportant 41 millions de dollars de recettes mondiales, dont 38 millions de recettes aux États-Unis, pour un budget estimé à 10 millions de dollars, le film le place comme acteur à suivre. Nommé au MTV Movie Award de la meilleure performance comique, il lui vaut également sa première des six nominations aux Razzie Awards dans la catégorie pire acteur.
Il enchaîne les succès au box-office avec Waterboy, qui est de plus son premier grand succès commercial, Wedding Singer, qui connaît également un certain succès critique, et Big Daddy, officiant également comme producteur et scénariste. Il produit également d'autres comédies, comme celles mettant en vedette son ami Rob Schneider.

### Confirmation commerciale et expériences dramatiques (années 2000)

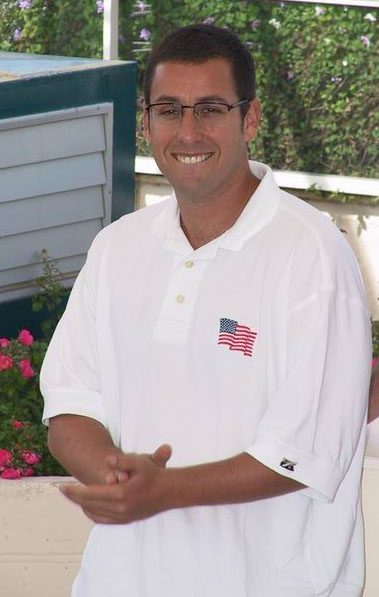
Adam Sandler, lors de la Séance photo du Festival de Cannes pour Punch-Drunk Love, en 2002.

En 2000, après avoir créé sa maison de production « Happy Madison Productions », dont le nom est inspiré des films Happy Gilmore et Billy Madison, il incarne le rôle titre d'une nouvelle comédie potache, Little Nicky, mais qui obtient cette fois un score décevant au box-office. L'acteur décide donc de s'aventurer vers un registre plus dramatique.
En 2002, après deux apparitions dans l'éphémère série comique Les Années campus, créée par son ami Judd Apatow, il tient le rôle-titre de la comédie dramatique Les Aventures de Mister Deeds, remake de L'Extravagant Mr. Deeds. Si l'acteur retrouve le succès commercial, les critiques sont assez négatives. De plus, l'acteur est nommé aux Razzie Awards dans la catégorie pire acteur. Il s'ensuit une apparition en joueur de bongo dans la comédie Une nana au poil, avec Rob Schneider, qu'il produit via sa maison de production.
C'est le premier rôle de la romance Punch-Drunk Love qui lui permet de vraiment se racheter. Dans ce film dramatique de l'acclamé cinéaste Paul Thomas Anderson, il incarne un homme timide rencontrant l'amour. Bien que le film n'ait pas le succès commercial espéré, le film est acclamé par la critique, et l'acteur est pour la première fois nommé aux Golden Globe dans la catégorie meilleur acteur.
L'acteur tente ensuite de revenir vers un cinéma commercial plus respectable : d'abord avec la comédie Self Control (Anger Management), réalisée par Peter Segal, qui lui permet de faire face à l'acteur Jack Nicholson. Puis en tournant une comédie romantique avec Drew Barrymore, Amour et amnésie, toujours réalisée par Segal et sous sa propre supervision en tant que producteur exécutif. Le premier film rapporte 133,8 millions de dollars et le second 120. Enfin, il conclut l'année 2004 avec un projet plus ambitieux, la comédie dramatique Spanglish, réalisée par le respecté James L. Brooks. Si le projet lui permet de recevoir des critiques supérieures aux deux comédies, le box-office s'arrête à 42,1 millions.
Quand il ne tourne pas, il enregistre deux autres albums, dont le dernier en date, Shhh...Don't Tell (2004), qui inclut Stan the Man, hommage à son père, décédé en 2003.

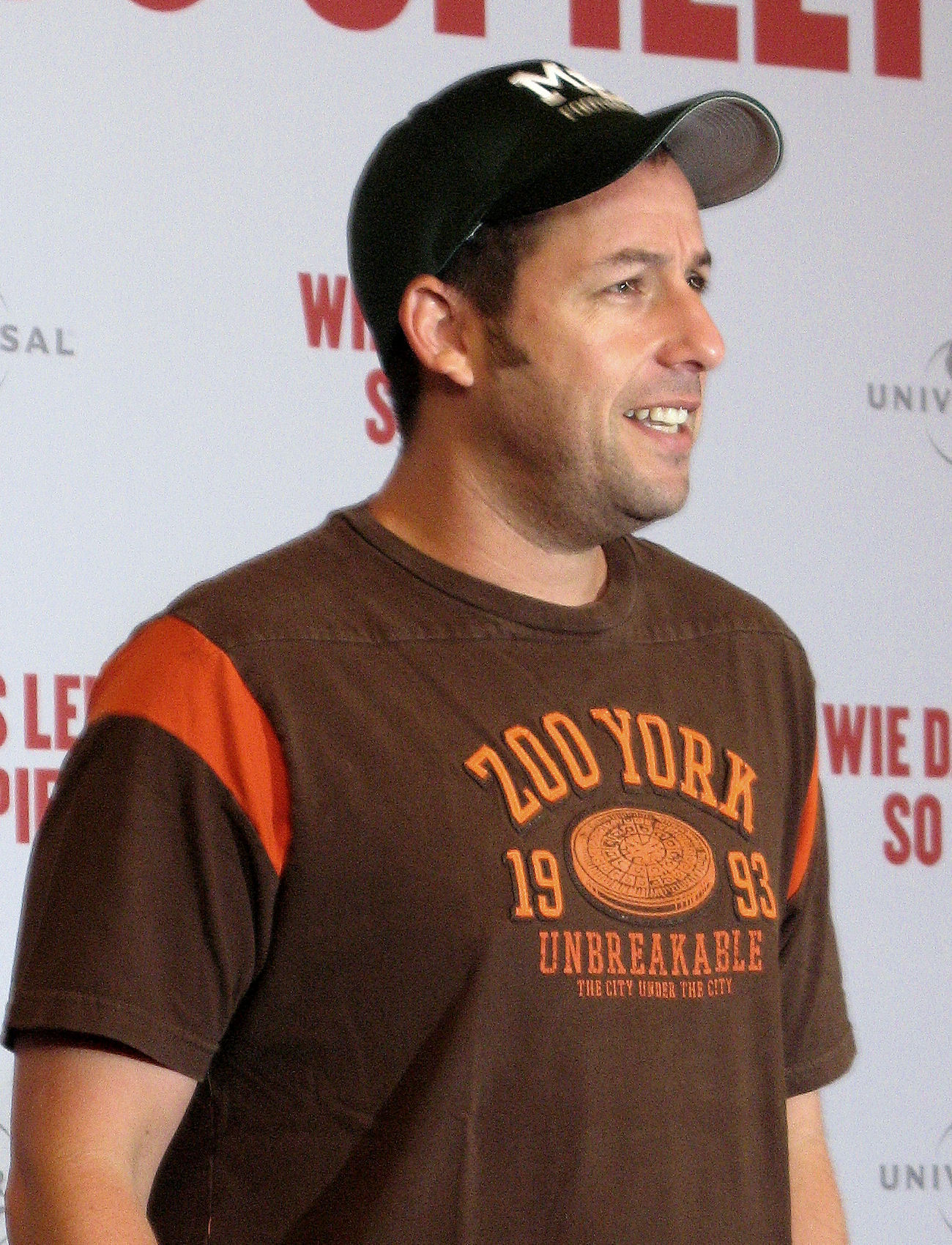
Adam Sandler lors de la première du film Funny People à Berlin en 2009.

En 2005, l'acteur partage l'affiche de la comédie Mi-temps au mitard, remake de Plein la gueule, avec une autre star de l'humour américain, Chris Rock. Le box-office est excellent, avec 175 millions de dollars. Il enchaîne en 2006 avec la comédie de science-fiction Click : télécommandez votre vie, réalisée par Frank Coraci. Sa femme est elle jouée par le sex-symbol anglais Kate Beckinsale. Un autre succès commercial, avec 137 millions de dollars.
L'année 2007 lui permet de faire un grand-écart artistique : il livre en mars son deuxième drame, avec À Cœur ouvert, pour lequel il incarne un homme détruit par la perte de sa famille lors des attentats du 11 septembre 2001. Il y est à contre-emploi, face à l'acteur Don Cheadle. Les critiques sont positives, mais le box-office ne dépasse pas les 20 millions. Et en juillet 2007, il retourne vers un cinéma vraiment potache avec Quand Chuck rencontre Larry, une comédie parodique sur le mariage gay, avec un autre humoriste révélé par la télévision, Kevin James. Les critiques sont catastrophiques, mais l'acteur rapporte 119 millions de dollars.
En 2008, il tient le premier rôle de la satire Rien que pour vos cheveux, co-produite par son ami Judd Apatow, puis en fin d'année, mène un film pour enfants produit par les studios Disney, Histoires enchantées. Les deux films sont des succès commerciaux, à défaut de séduire la majorité des critiques.
En 2009, l'acteur revient vers un rôle vraiment dramatique, sous la direction de son ami de toujours, le réalisateur, scénariste et producteur Judd Apatow, qui lui confie le rôle de l'humoriste égocentrique George Simmons dans Funny People. L'acteur partage la vedette avec une valeur montante de la comédie américaine, Seth Rogen, mais également Leslie Mann (qu'elle retrouve après Big Daddy). Eric Bana, Jonah Hill et Jason Schwartzman complètent le casting. Bien que les critiques l'encensent, le film n'obtient pas le succès commercial escompté. Les années 2010 sont donc placées sous le sceau du retour à la comédie potache.

### Retour aux comédies potaches (années 2010)

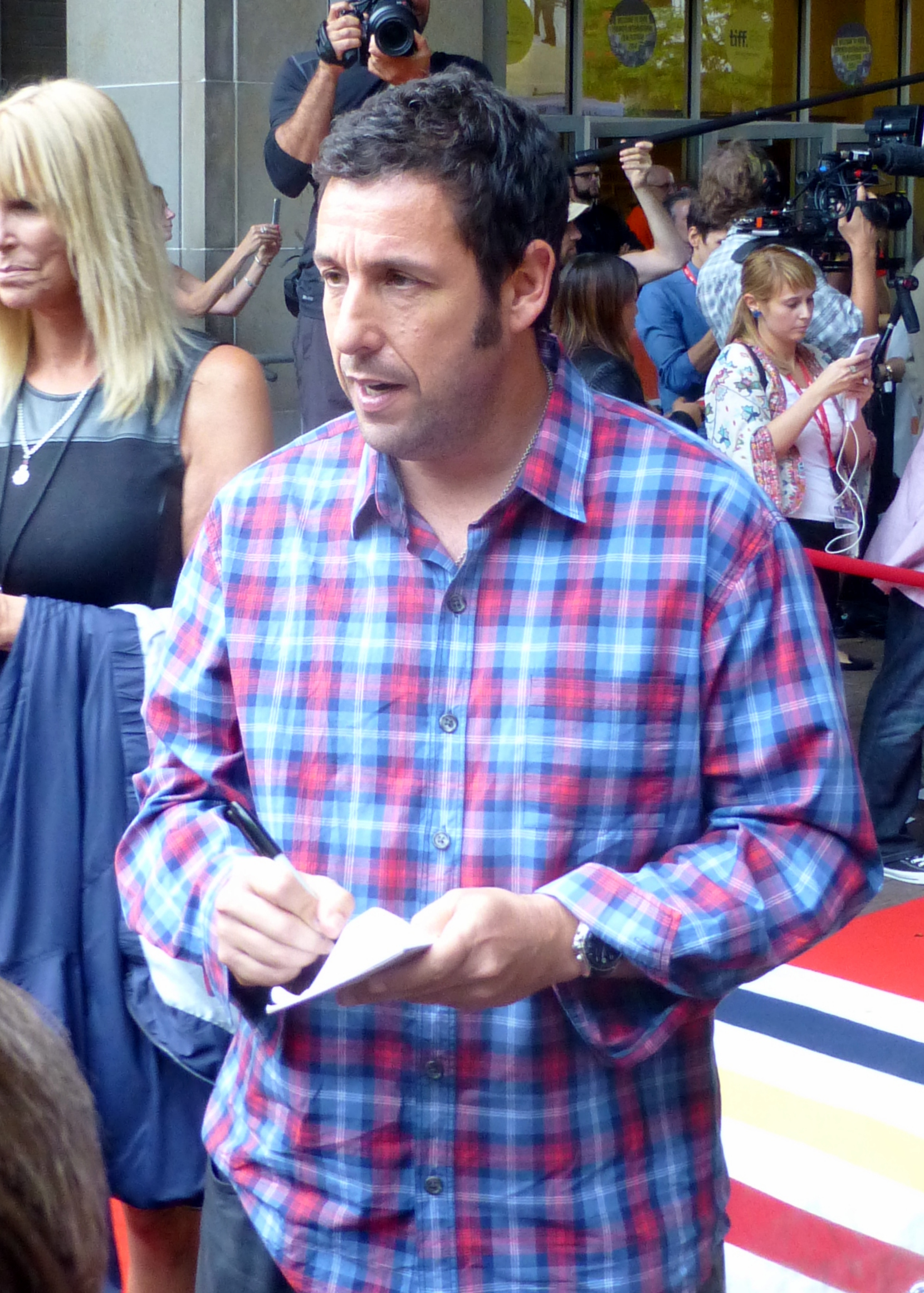
L'acteur au Festival International du Film de Toronto 2014, pour la première de Men, Women and Children.

En 2010, il est à l'affiche de Copains pour toujours, dans lequel il retrouve pour le week-end du 4 juillet ses trois amis d'enfance : joués par Rob Schneider, Chris Rock, Kevin James et David Spade. Il s'agit du plus gros succès commercial de l'acteur, rapportant 162 millions de dollars. Les critiques sont elles catastrophiques.
En 2011, il revient vers la comédie romantique en tête d'affiche de Le Mytho entouré cette fois de Jennifer Aniston et de Brooklyn Decker. Sa propre femme, Jackie Sandler, fait une brève apparition dans le film. 103,1 millions de dollars. Cette même année, il défend aussi une comédie dont il joue le double rôle-titre, masculin et féminin, Jack et Julie, réalisé par Dennis Dugan. Les pires critiques de sa carrière, et un box-office en deçà ne l'empêchent pas de continuer avec : – en 2012, Crazy Dad de Sean Anders et John Morris (de) – en 2013, la suite Copains pour toujours 2, de Dennis Dugan – en 2014 la romance Famille recomposée, de Frank Coraci, qui lui permet de retrouver Drew Barrymore, qui est un succès au box-office en obtenant 128 millions de dollars de recettes mondial. La même année, il fait partie du casting choral du drame Men, Women and Children, de Jason Reitman. Un flop critique et commercial.
Il passe alors un contrat avec la plate-forme Netflix, pour leur produire quatre films en exclusivité, avec lui en tête d'affiche. Ainsi, en 2014, alors que la comédie dramatique The Cobbler, de Thomas McCarthy, est un échec en salles, il développe plusieurs projets pour la plateforme : en 2015 sort d'abord la parodie The Ridiculous 6, réalisée par Frank Coraci ; en 2016 la comédie d'action The Do-Over, de Steven Brill ; en 2017 il joue dans la comédie romantique Sandy Wexler, toujours de Steven Brill. Le quatrième et dernier film de cet accord est en revanche comédie dramatique The Meyerowitz Stories, réalisée par le respecté cinéaste indépendant new-yorkais Noah Baumbach. Le long-métrage, auquel participent aussi Ben Stiller et Dustin Hoffman, est présenté au Festival de Cannes 2017.
Durant cette période, l'acteur livre son premier blockbuster dans les salles de cinéma : la comédie d'action et fantastique pour enfants Pixels, de Chris Columbus. Il participe activement au scénario, mais c'est le flop critique et commercial.
En mars 2017, durant la post-production de The Meyerowitz Stories, l'acteur signe un nouveau contrat de quatre-films avec Netflix. Le premier long-métrage est une comédie dramatique qu'il écrit et produit également : Mariage A Long Island le voit retrouver Chris Rock pour jouer les pères du futur marié pour Chris Rock et celui de la future mariée pour Adam Sandler dont le week-end de festivités ne se passe pas comme prévu. Le deuxième long-métrage est la comédie Murder Mystery, qui marque ses retrouvailles avec Jennifer Aniston, sept ans après Le Mytho.
En 2019, il surprend le public une nouvelle fois dans un registre dramatique en jouant dans le thriller Uncut Gems des frères Safdie. Sa performance reçoit d'excellentes critiques.
En 2023, il est classé numéro 1 du classement des acteurs les mieux payés en 2023, selon Forbes.
Le 25 juillet 2025 est la date de sortie pour le film Happy Gilmore 2, la suite du film Happy Gilmore sorti il y a 29 ans.

### Vie personnelle

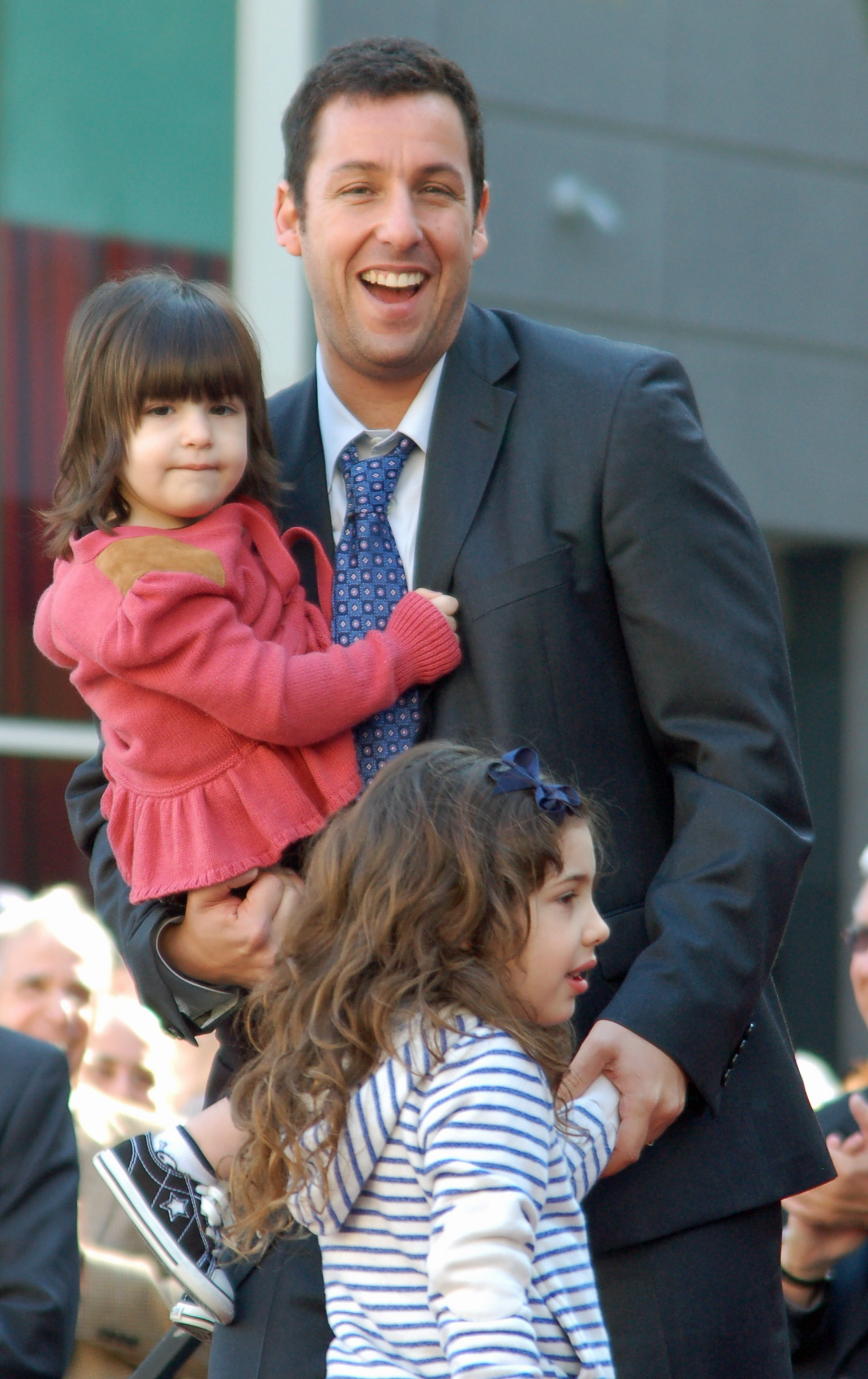
Avec ses deux filles, Sunny et Sadie, en février 2011, lors de la réception de son étoile sur le Hollywood Walk of Fame.

Adam Sandler s'est marié le 22 juin 2003 avec Jackie Titone. Ils ont eu deux filles : Sadie Madison Sandler, née le 6 mai 2006, ainsi que Sunny Madeline Sandler, née le 2 novembre 2008. Étant aussi comédienne, elle a fait des apparitions dans les films d'Adam, tels que Big Daddy, Little Nicky, Les 8 folles nuits d'Adam Sandler (sa voix), Amour et amnésie, Quand Chuck rencontre Larry, Rien que pour vos cheveux, Histoires enchantées, Just go with it, Copains pour toujours et Copains pour toujours 2, etc.

### Collaborateurs
Adam Sandler s'entoure régulièrement des mêmes collaborateurs : Allen Covert, Rob Schneider, Jackie Sandler, Nick Swardson, Dennis Dugan, Chris Rock, Steve Buscemi, etc.

## Filmographie

### Comme acteur

#### Cinéma
- 1989 : Going overboard de Valerie Breiman : Schecky Moskowitz (inédit en France)
- 1991 : Shakes the Clown de Bob Goldthwait : Dink the Clown (caméo, inédit en France)
- 1993 : Coneheads de Steve Barron : Carmine (apparition)
- 1994 : Radio Rebels (Airheads) de Michael Lehmann : Pip
- 1994 : Mixed Nuts de Nora Ephron : Louie
- 1995 : Billy Madison de Tamra Davis : Billy Madison
- 1996 : Happy Gilmore (ou Terminagolf) de Dennis Dugan : Happy Gilmore
- 1996 : À l'épreuve des balles (Bulletproof) d'Ernest R. Dickerson : Archie Moses
- 1998 : Wedding Singer : demain on se marie (The Wedding Singer) de Frank Coraci : Robbie Hart
- 1998 : Sale boulot de Bob Saget : Satan (caméo non crédité au générique)
- 1998 : Waterboy (The Waterboy) de Frank Coraci : Robert 'Bobby' Boucher Jr.
- 1999 : Big Daddy de Dennis Dugan : Sonny Koufax
- 1999 : Gigolo malgré lui (Deuce Bigalow: European Gigolo) de Mike Bigelow : Javier Sandooski (caméo)
- 2000 : Little Nicky de Steven Brill : Nicky
- 2001 : Animal! L'animal... (The Animal) de Luke Greenfield : Townie (caméo)
- 2002 : Une nana au poil (The Hot Chick) de Tom Brady : le joueur de bongo (caméo non crédité au générique)
- 2002 : Punch-Drunk Love de Paul Thomas Anderson : Barry Egan
- 2002 : Les Aventures de Mister Deeds (Mr. Deeds) de Steven Brill : Longfellow Deeds
- 2002 : Huit nuits folles d'Adam Sandler (Eight Crazy Nights) de Seth Kearsley : Davey, Whitey, Eleanore et Deer (voix)
- 2002 : A Day with the Meatball de Nicholaus Goossen : lui-même (court métrage)
- 2003 : Blossoms and Blood de Paul Thomas Anderson : Barry Egan (téléfilm)
- 2003 : Self Control (Anger Management) de Peter Segal : Dave Buznik
- 2003 : Pauly Shore Is Dead de Pauly Shore : lui-même
- 2003 : Stupidity d'Albert Nerenberg : lui-même (documentaire)
- 2004 : Amour et Amnésie (50 First Dates) de Peter Segal : Henry Roth
- 2004 : Spanglish de James L. Brooks : John Clasky
- 2005 : Mi-temps au mitard (The Longest Yard) de Peter Segal : Paul Crewe
- 2006 : Click : télécommandez votre vie (Click) de Frank Coraci : Michael Newman
- 2007 : À cœur ouvert (Reign Over Me) de Mike Binder : Charlie Fineman
- 2007 : Quand Chuck rencontre Larry (I Now Pronounce You Chuck and Larry) de Dennis Dugan : Chuck Levine
- 2008 : Rien que pour vos cheveux (You Don't Mess with the Zohan) de Dennis Dugan : Zohan
- 2008 : Histoires enchantées (Bedtime Stories) d'Adam Shankman : Skeeter Bronson
- 2009 : Funny People de Judd Apatow : George Simmons
- 2009 : Finding Sandler de David Seth Cohen et Tony Grazia : lui-même (documentaire)
- 2010 : Copains pour toujours (Grown Ups) de Dennis Dugan : Lenny Feder
- 2011 : Le Mytho (Just Go with It) de Dennis Dugan : Dr Danny Maccabee
- 2011 : The Zookeeper de Frank Coraci : le singe (voix originale)
- 2012 : Jack et Julie de Dennis Dugan : Jack / Jill Sadelstein
- 2012 : Crazy Dad de Sean Anders : Donny
- 2012 : Hôtel Transylvanie de Genndy Tartakovsky : Dracula (voix originale)
- 2013 : Copains pour toujours 2 (Grown Ups 2) de Dennis Dugan : Lenny Feder
- 2014 : Famille recomposée (Blended) de Frank Coraci : Jim Friedman
- 2014 : Top Five de Chris Rock : lui-même
- 2014 : Men, Women and Children de Jason Reitman : Don Truby
- 2014 : The Cobbler de Thomas McCarthy : Max Simkin
- 2015 : Pixels de Chris Columbus : Sam Brenner (également coproducteur et coscénariste)
- 2015 : Hôtel Transylvanie 2 de Genndy Tartakovsky : Dracula (voix originale)
- 2015 : The Ridiculous 6 de Frank Coraci : Tommy
- 2016 : The Do-Over de Steven Brill : Max
- 2017 : Sandy Wexler de Steven Brill : Sandy Wexler
- 2017 : The Meyerowitz Stories de Noah Baumbach : Danny Meyerowitz
- 2017 : Puppy! : Dracula (voix originale, court métrage d'animation)
- 2018 : Hôtel Transylvanie 3: Des vacances monstrueuses : Dracula (voix originale)
- 2018 : Mariage à Long Island de Robert Smigel : Kenny
- 2019 : Uncut Gems de Josh et Benny Safdie : Howard Ratner
- 2019 : Murder Mystery de Kyle Newacheck : Nick Spitz
- 2020 : Hubie Halloween de Steven Brill : Hubie Dubois
- 2022 : Le Haut du panier (Hustle) de Jeremiah Zagar : Stanley Beren
- 2023 : Murder Mystery 2 de Jeremy Garelick : Nick Spitz
- 2023 : Tu peux oublier ma bat-mitsva ! de Sammi Cohen : Danny Friedman
- 2023 : Leo de Robert Marianetti, Robert Smigel et David Wachtenheim : Leo (voix originale)
- 2024 : Spaceman de Johan Renck : Jakub Procházka
- 2025 : Happy Gilmore 2 de Kyle Newacheck : Happy Gilmore
- prochainement : Jay Kelly de Noah Baumbach

#### Séries télévisées
- 1987 : Cosby Show : Smitty (saison 4, épisodes 11, 12, 16 et 23)
- 1990 : The Marshall Chronicles : Usher (saison 1, épisode 5)
- 1990-1995 : Saturday Night Live : divers rôles (88 épisodes)
- 1990 : ABC Afterschool Specials : Drug Dealer (saison 19, épisode 2)
- 1993 : The Larry Sanders Show : lui-même (saison 2, épisode 13)
- 2001 : Les Années campus : lui-même (saison 1, épisode 5)
- 2007 : Un gars du Queens (The King of Queens) : Jeff « The Beast » Sussman (saison 9, épisode 9 – non crédité au générique)
- 2013 : Jessie : lui-même (saison 2, épisode 20)
- 2014 : Brooklyn Nine-Nine : lui-même (saison 1, épisode 15)

#### Téléfilms
- 1996 : Adam Sandler: What the Hell Happened to Me? de Keith Truesdell : lui-même
- 1998 : Late Night with Conan O'Brien: 5th Anniversary Special de Liz Plonka : Crank caller
- 2001 : Wild Desk Ride : lui-même / Panelist
- 2003 : Couch de Paul Thomas Anderson : Couch Testing Man
- 2003 : Night of Too Many Stars de John Fortenberry : lui-même
- 2006 : Like Father, Like Sunday de Kabir Akhtar : lui-même

### Comme producteur
- 1996 : Adam Sandler: What the Hell Happened to Me? de Keith Truesdell (TV)
- 1998 : Waterboy (The Waterboy) de Frank Coraci
- 1999 : Deuce Bigalow : Gigolo à tout prix (Deuce Bigalow: Male Gigolo) de Mike Mitchell
- 1999 : Big Daddy de Dennis Dugan
- 2000 : Little Nicky de Steven Brill
- 2001 : Animal! L'animal... (The Animal) de Luke Greenfield
- 2001 : Joe La Crasse (Joe Dirt) de Dennie Gordon
- 2002 : Les Aventures de Mister Deeds (Mr. Deeds) de Steven Brill
- 2002 : The Master of Disguise de Perry Andelin Blake
- 2002 : Huit nuits folles d'Adam Sandler (Eight Crazy Nights) de Seth Kearsley
- 2002 : Une nana au poil (The Hot Chick) de Tom Brady
- 2003 : The Mayor (série télévisée)
- 2003 : Self Control (Anger Management) de Peter Segal
- 2003 : Dickie Roberts: ex-enfant star (Dickie Roberts: Former Child Star) de Sam Weisman
- 2004 : The Dana and Julia Show (TV)
- 2005 : Todd's Coma (TV)
- 2005 : Mi-temps au mitard (The Longest Yard) de Peter Segal
- 2005 : Gigolo malgré lui (Deuce Bigalow: European Gigolo) de Mike Bigelow
- 2006 : Gay Robot de Tom Gianas (TV)
- 2006 : Le Garçon à mamie (Grandma's Boy) de Nicholaus Goossen
- 2006 : La Revanche des losers (The Benchwarmers) de Dennis Dugan
- 2006 : Click : télécommandez votre vie (Click) de Frank Coraci
- 2007 : Leçons sur le mariage (série télévisée)
- 2007 : Quand Chuck rencontre Larry (I Now Pronounce You Chuck and Larry) de Dennis Dugan
- 2007 : Strange Wilderness de Fred Wolf
- 2008 : Rien que pour vos cheveux (You Don't Mess with the Zohan) de Dennis Dugan
- 2008 : Super blonde (The House Bunny) de Fred Wolf
- 2008 : Histoires enchantées (Bedtime Stories) d'Adam Shankman
- 2009 : Paul Blart : Super Vigile (Paul Blart: Mall Cop) de Steve Carr
- 2009 : The Shortcut de Nicholaus Goossen
- 2010 : Copains pour toujours (Grown Ups) de Dennis Dugan
- 2010 : Born to Be a Star de Tom Brady
- 2010 : The Zookeeper de Frank Coraci
- 2015 : Pixels de Chris Columbus
- 2015 : The Ridiculous 6 de Frank Coraci
- 2016 : The Do-Over de Steven Brill
- 2019 : Murder Mystery de Kyle Newacheck
- 2020 : Hubie Halloween de Steven Brill
- 2022 : Le Haut du panier (Hustle) de Jeremiah Zagar
- 2023 : Gangsters par alliance (The Out-Laws) de Tyler Spindel
- 2025 : Happy Gilmore 2 de Kyle Newacheck

### Comme scénariste
- 1987 : Remote Control (série télévisée)
- 1995 : Billy Madison
- 1996 : Adam Sandler: What the Hell Happened to Me? (TV)
- 1996 : Happy Gilmore
- 1998 : Waterboy (The Waterboy)
- 1999 : Big Daddy
- 2000 : Little Nicky
- 2002 : Les 8 folles nuits d'Adam Sandler
- 2008 : Rien que pour vos cheveux (You Don't Mess with the Zohan)
- 2010 : Copains pour toujours (Grown Ups)
- 2015 : Pixels
- 2015 : The Ridiculous 6
- 2016 : The Do-Over
- 2020 : Hubie Halloween
- 2025 : Happy Gilmore 2 de Kyle Newacheck

### Comme compositeur
- 1995 : Billy Madison
- 1996 : Adam Sandler: What the Hell Happened to Me? (TV)

## Carrière de chanteur
Sandler est aussi chanteur et a déjà enregistré cinq albums édités chez Warner Music Group :
- They're All Gonna Laugh At You (1994)
- What The Hell Happened To Me ! (1995)
- What's Your Name? (en) (1997)
- Stan And Judy's Kid (2000)
- Shhh... Don't Tell (2005)

## Distinctions
Au cours de sa carrière, Adam Sandler a remporté de nombreux prix comme au Kids' Choice Awards comme meilleur acteur de cinéma, au MTV Movie Awards dans la catégorie meilleure performance comique et au Teen Choice Awards. Sur les huit nominations qu'il a obtenues aux Razzie Awards, il fut récompensé du prix du pire acteur pour Big Daddy.
Pour sa prestation dans Punch-Drunk Love, Sandler a été nommé au Golden Globe Award du meilleur acteur dans un film musical ou de comédie en 2003. En février 2011, il reçoit son étoile sur le Hollywood Walk of Fame.
En février 2012, il obtient 11 nominations aux Razzie Awards, pulvérisant ainsi le record de nominations individuelles détenu précédemment par Eddie Murphy.
En 2019 il remporte un NBR Award du meilleur acteur pour le film Uncut Gems.

## Voix francophones
En France, Serge Faliu est la voix française régulière d'Adam Sandler depuis Wedding Singer : Demain, on se marie ! en 1998.
Au Québec, Alain Zouvi est la voix québécoise régulière de l'acteur.